# Чанкатах
Чанкатах (вірм. Ճանկաթաղ), Чанятах (азерб. Canyataq) — село у Мартакертському районі Нагірно-Карабаської Республіки. Село розташоване за 17 км на південь від міста Мартакерта, за 4 км на південь від села Вардадзор та за 9 км на захід від села Нор Карміраван, що знаходиться на трасі Мартакерт — Аскеран — Степанакерт.

## Пам'ятки
В селі розташована церква Сурб Геворга 1609 р., каплиця 17 ст., середньовічне селище, цвинтар — середньовіччя, хачкар 13-17 ст., гробниці 1 ст. до н. е.